# Brokenhead River
Brokenhead River eller Rivière Brokenhead är ett vattendrag i Kanada.   Det ligger i provinsen Manitoba, i den sydöstra delen av landet, 1 700 km väster om huvudstaden Ottawa. Brokenhead River ligger vid sjön Longbottoms Lake.
Runt Brokenhead River är det glesbefolkat, med 9 invånare per kvadratkilometer.